# Athylia bialbolineata
Athylia bialbolineata är en skalbaggsart som beskrevs av Stefan von Breuning 1965. Athylia bialbolineata ingår i släktet Athylia och familjen långhorningar.
Artens utbredningsområde är Filippinerna. Inga underarter finns listade.